# Marie Poulsen
Marie, gift Pedersen og Poulsen (født 26. september 1928, død 11. november 2013) var en dansk fhv. direktør.
Hun var oprindeligt uddannet defektrice, men gik ind i fjerkræbranchen og grundlagde sammen med sin første mand, Vagn Pedersen, Vinderup Fjerkræslagteri i 1952, hvilket gav hende kælenavnet "Hønse-Marie". Da han døde 1975, overtog hun ledelsen af fabrikken, og hendes anden mand, Poul Poulsen, kom også med i ledelsen. I 1999 blev hendes livsværk sammen med Skovsgaard Fjerkræslagteri (grundlagt 1956) fusioneret til Rose Poultry.
I 2010 fik hun journalist Ellen Stampe til at skrive sine erindringer, som udkom under titlen Marie – direktør, millionær & mor.